# Амазар (станція)
Амазар (рос. Амазар) — станція Могочинського регіону Забайкальської залізниці Росії, розташована на дільниці Куенга — Бамівська між станцією Германовський (відстань — 10 км) і колійним постом Красавка-Ханглі (9 км). Відстань до ст. Куенга — 480 км, до ст. Бамівська — 269 км; до транзитного пункту Каримська — 712 км.